# VESA BIOS Extensions
« VBE » redirige ici. Pour les autres significations, voir VBE (homonymie).
Le VESA BIOS Extensions (VBE) est un standard VESA, en version 3, qui définit l’interface logicielle pour les cartes vidéo compatibles avec des résolutions et des profondeurs élevées. Il s’oppose aux appels aux interruptions logicielles INT 10h traditionnels du BIOS qui étaient limités à des résolutions de 640×480 pixels pour 16 couleurs (4-bit) ou moins. VBE est rendu disponible par le BIOS de la carte vidéo, qui installe durant le boot up un vecteur d’interruptions qui pointe sur les routines vidéo du BIOS.
La plupart des plus nouvelles cartes implémentent le standard VBE 3.0 ayant des capacités étendues. Les versions antérieures de VBE ne fournissaient qu’une interface en mode réel, qui ne peut être utilisé depuis le mode protégé d’un système d’exploitation sans pénaliser les performances. Conséquemment, le standard VBE n’a jamais été utilisé pour écrire des pilotes de carte vidéo : chaque vendeur a donc eu à inventer un protocole spécifique et donc propriétaire pour communiquer avec sa propre carte vidéo. Cependant, communément, un pilote "thunk out" des interruptions du mode réel pour initialiser les modes écran et obtenir un accès direct au linear frame buffer d’une carte, en l’absence de quoi ces taches requerraient des centaines de variations propriétaires d’une carte à l’autre.
Dans les systèmes EFI 1.x, l’interruption INT 10H et les VESA BIOS Extensions (VBE) sont remplacés par le protocole EFI UGA. Dans les systèmes UEFI 2.x largement utilisés, l’interruption INT 10H et VBE sont remplacés par l’UEFI GOP,.